# Thợ săn hoang mạc
Thợ săn hoang mạc (tiếng Hàn: 황야) là một bộ phim hành động phản địa đàng của Hàn Quốc do Heo Myung-haeng đạo diễn và có sự tham gia của Ma Dong-seok, Lee Hee-joon, Lee Jun-young và Roh Jeong-eui. Bộ phim là phần tiếp theo của Địa đàng sụp đổ ra mắt vào năm 2023, khắc họa khung cảnh Seoul sau trận động đất trở thành một vùng đất hoang tàn, nơi mọi thứ từ luật pháp, trật tự đến nền văn minh đều sụp đổ.
Phim là sản phẩm gốc của Netflix và được phát trực tuyến trên Netflix từ ngày 26 tháng 1 năm 2024.